# Johann Heinrich Fenner von Fenneberg

Johann Heinrich Fenner von Fenneberg, 1826

Johann Heinrich Christoph Matthias Fenner von Fenneberg (* 25. Dezember 1774 in Kirchhain; † 16. Dezember 1849 in Langenschwalbach) war ein deutscher Mediziner und Badearzt sowie Dichter.

## Leben
Fenner von Fenneberg studierte in Marburg Medizin, wurde 1802 Hofrat, habilitierte sich 1804 und wurde später Badearzt in Schlangenbad und Bad Schwalbach, dessen nach langer Blüte in Verfall geratene Bäder erst durch ihn wieder Berühmtheit erlangten. 1813 wurde er Geheimer Medizinalrat und 1821 wurde er geadelt. Er verfasste zahlreiche Schriften zum Badewesen, vor allem über Bad Schwalbach, Schlangenbad und Selters (Taunus), aber auch allgemeinmedizinische Schriften. Von 1799 bis 1801 gab er die Zeitschrift Gemeinnüziges Journal über die Gesundbrunnen und Bäder in Deutschland, von 1816 bis 1818 die Zeitschrift Curgeschenk für Brunnen- und Badegäste heraus. Zusammen mit Heinrich Döring gab er unter anderem die Jahrbücher der Heilquellen Deutschlands. Wiesbaden, 1821–1822 (2 Bände) heraus.
Der Landrat Carl Fenner von Fenneberg war sein Urenkel.

## Werke (Auswahl)
- Zwo Abhandlungen aus der Geburtshülfe, über die Wehen vor und nach der Geburt. Gottfr. Vetter u. J. H. Christ Fenner. Leipzig: Böttger, 1796 (Archiv für praktische Aerzte; 3).
- Bibliothecae hydatologiae medicae. Giessen: Schröder, 1804.
- Über die Pfuscherei in der Medizin. Giessen, 1804.
- Freimüthige Briefe über Schwalbach, dessen Quellen und Umgebungen. Frankfurt, 1807
- Schwalbach und seine Heilquellen. – Darmstadt : Heyer & Leske, 1817. Digitalisierte Ausgabe der Universitäts- und Landesbibliothek Düsseldorf
- Taschenbuch für Gesundbrunnen und Bäder z. Gebrauche für Aerzte und Nichtärzte. Darmstadt: Heyer & Leske, 1816–18, 3 Bde.
- Das Gebet des Herrn in vier Gesängen. Wiesbaden, 1819.
- Winterblumen, Wiesbaden, 1819.
- Kurzgefaßter Unterricht über den Nutzen und Gebrauch des Schwalbacher Mineralwassers, 2. Auflage 1832
- Was thut dem Curgaste zu wissen und zu befolgen Noth?, 1831
- Ueber Nachcuren von Dr. Fenner von Fenneberg. Wiesbaden: Ritter, 1836.
- Ueber den innerlichen Gebrauch der Kohlensauren Stahlwasser von Schwalbach. Wiesbaden, 1823, weitere Auflage Darmstadt, 1840.
- Tabellarischer Unterricht für die Hebammen der niedern Grafschaft Katzenelnbogen. Ohne Ort, ohne Jahr.